# 다케다 다이
다케다 다이(일본어: 武田 大, 1989년 10월 24일 ~ )는 일본의 전 축구 선수이다.

## 구단 경력
그는 2012년부터 2017년까지 J리그의 기라반츠 기타큐슈, 가고시마 유나이티드 FC, AC 나가노 파르세이루에서 활동하였다.